# Bì (huyện)
Bì (郫县 Hán Việt: Bì huyện) là một huyện cũ của thành phố Thành Đô, Cộng hoà Nhân dân Trung Hoa. Ngày 24/11/2016, toàn bộ huyện chuyển thành quận, lấy tên là Bì Đô. Huyện này có diện tích 437 km2, dân số 480.000 người, mã số bưu chính 611730. Huyện lỵ đóng tại trấn Bì Đồng. Huyện Bì được chia thành các đơn vị hành chính gồm 15 trấn: Bì Đồng, Tập đoàn, Tê Phố, Hoa Viên, Đường Xương, An Đức, Tam Đạo Yển, Yên Tĩnh, Hồng Quang, Hợp Tác, Tân Dân, Đức Nguyên, Hữu Ái, Cổ Thành, Đường Nguyên.